# Adriana von Franqué
Adriana von Franqué (* 12. Oktober 1993 in Berlin) ist eine deutsche Pianistin. 

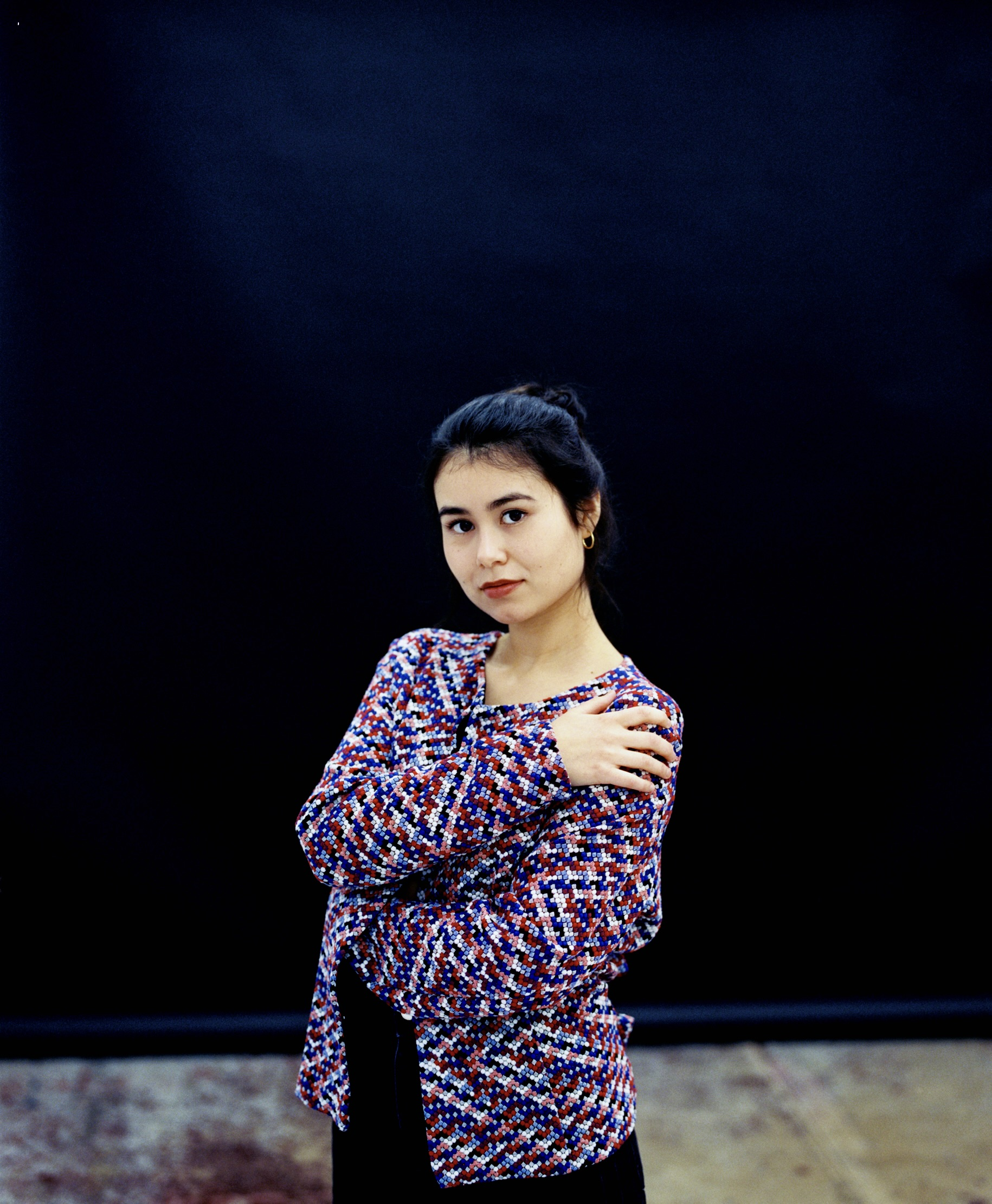
Adriana von Franqué

## Leben und Ausbildung
Adriana von Franqué wurde 1993 in Berlin geboren. Ihr Vater stammt aus Deutschland, ihre Mutter aus Bolivien. Ihre Familie hat historische Wurzeln in Franken und wurde im 19. Jahrhundert geadelt.
Sie studierte Klavier an der Hochschule für Musik und Theater Hamburg bei Hubert Rutkowski und Aleksandar Madžar. Weitere künstlerische Impulse erhielt sie von Musikern wie Georg Sava, Grigory Gruzman, Pavel Nersessian, Rena Shereshevskaya, Sergei Ossipenko, Bernd Goetzke, Hinrich Alpers, Katia Veekmans und Niklas Schmidt (Trio Fontenay).

## Künstlerisches Wirken
Adriana von Franqué konzertiert europaweit sowie in Nord‑ und Südamerika. Sie trat mit Orchestern wie der Neuen Philharmonie Berlin und dem Orquesta Sinfónica Nacional de Bolivia auf und arbeitet regelmäßig mit Dirigenten wie Alessandro Crudele und Weimar Arancibia zusammen.
Besonderes Augenmerk legt sie auf inklusive und edukative Konzertformate. So ist sie Mitgestalterin der Reihe Billstedt Classics, einer interaktiven Konzertserie für Kinder. 2019 initiierte sie im Rahmen des Hamburger CLAB‑Festivals ein genreübergreifendes Konzertprojekt.

## Auszeichnungen

### Wettbewerbe und Förderpreise
Adriana von Franqué wurde bereits früh für ihre pianistische Begabung ausgezeichnet. Zu ihren Wettbewerbserfolgen zählen Preise bei Jugend musiziert, der Butterfly Communications Klavierpreis sowie der Klassikpreis des Rotary Clubs Berlin. Beim Elise‑Meyer‑Wettbewerb in Hamburg gewann sie den zweiten Preis.

### Erfolge mit dem AlbumFiligrane(2024)
Ihr Debütalbum Filigrane, erschienen 2024 beim Leipziger Label GENUIN classics, wurde in der Fachwelt vielfach beachtet und ausgezeichnet. Es wurde von radio3 (vormals rbbKultur) zum „Album der Woche“ gewählt und in die Longlist 2/2024 des Preises der deutschen Schallplattenkritik aufgenommen. Zudem wurde es für den Jahrespreis 2024 der Schallplattenkritik nominiert.

## Film und Medien
2024/2025 ist Adriana von Franqué an der Filmproduktion Miroirs No. 3 von Christian Petzold beteiligt. Sie nimmt dafür Werke von Maurice Ravel und Frédéric Chopin auf und berät die Schauspielerin Paula Beer, die im Film eine junge Pianistin verkörpert. Der Film, dessen Titel sich auf Ravels Klavierstück „Une barque sur l’océan“ bezieht, feiert seine Premiere am 17. Mai 2025 bei den Internationalen Filmfestspielen von Cannes in der Sektion „Quinzaine des Cinéastes“. Ein regulärer Kinostart in Deutschland ist für den 18. September 2025 vorgesehen.

## Diskografie
Im März 2024 veröffentlichte von Franqué ihr Debütalbum Filigrane beim Label GENUIN. Es enthält Werke von Lili Boulanger, César Franck, Claude Debussy, Maurice Ravel und Simon Laks. Filigrane wurde von radio3 des rbb als „Album der Woche“ ausgezeichnet, in die Quartalsliste 2/2024 und in die Jahrespreis‑Longlist 2024 des Preis der deutschen Schallplattenkritik aufgenommen.
Weitere digitale Einzelveröffentlichungen:
- Frédéric Chopin: Mazurka op. 30 Nr. 2 (Februar 2025)
- Frédéric Chopin: Mazurka op. 17 Nr. 4 (April 2025)
- Simon Laks: Jezusek (2024)
- Erik Satie: Gnossienne Nr. 1 (2024)
- Claude Debussy: Clair de Lune (2024)